# La Croix-sur-Ourcq
 La Croix-sur-Ourcq  ist eine französische Gemeinde mit 89 Einwohnern (Stand: 1. Januar 2022) im Département Aisne in der Region Hauts-de-France (frühere Region: Picardie). Sie gehört zum Arrondissement Château-Thierry und zum Kanton Villers-Cotterêts.

## Geographie
Die Gemeinde La Croix-sur-Ourcq liegt rund 15 Kilometer nördlich von Château-Thierry. Im Osten wird das Gemeindegebiet von einer Trasse der Chaussée Brunehaut begrenzt. Zur Gemeinde gehören die Ortsteile Montigny mit einem Schloss und das im Süden gelegene Triange. Anders als der Name vermuten lässt, erreicht das Gemeindegebiet nicht den Fluss Ourcq.

## Bevölkerungsentwicklung
| Jahr                       | 1962 | 1968 | 1975 | 1982 | 1990 | 1999 | 2006 | 2015 | 2022 |
| Einwohner                  | 119  | 124  | 96   | 108  | 117  | 91   | 93   | 108  | 89   |
| Quellen: Cassini und INSEE |      |      |      |      |      |      |      |      |      |

## Sehenswürdigkeiten
- Kirche Notre-Dame, seit 1920 als Monument historique klassifiziert (Base Mérimée PA00115641)
- ehemalige Priorei Saint-Paul

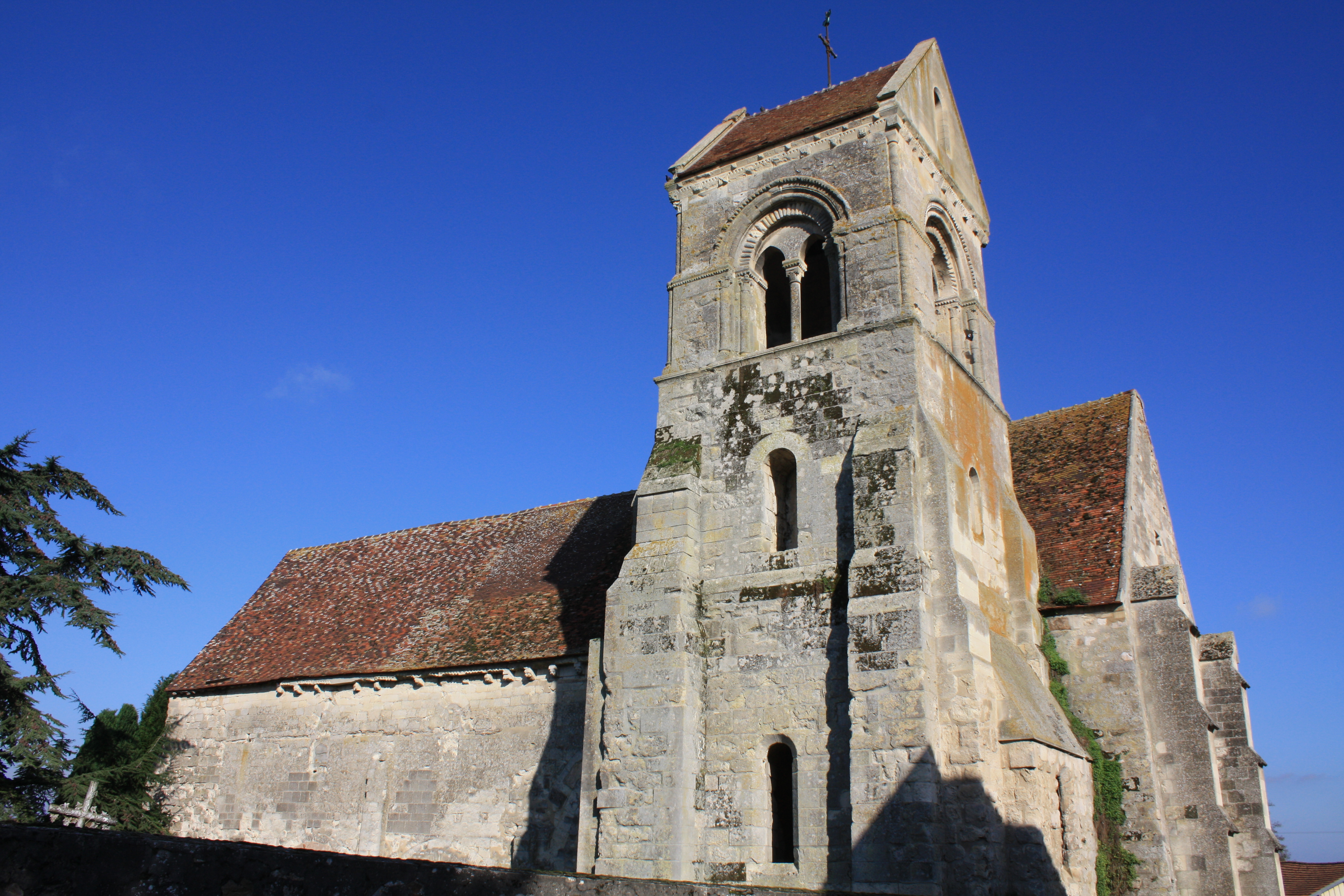
Kirche Notre-Dame
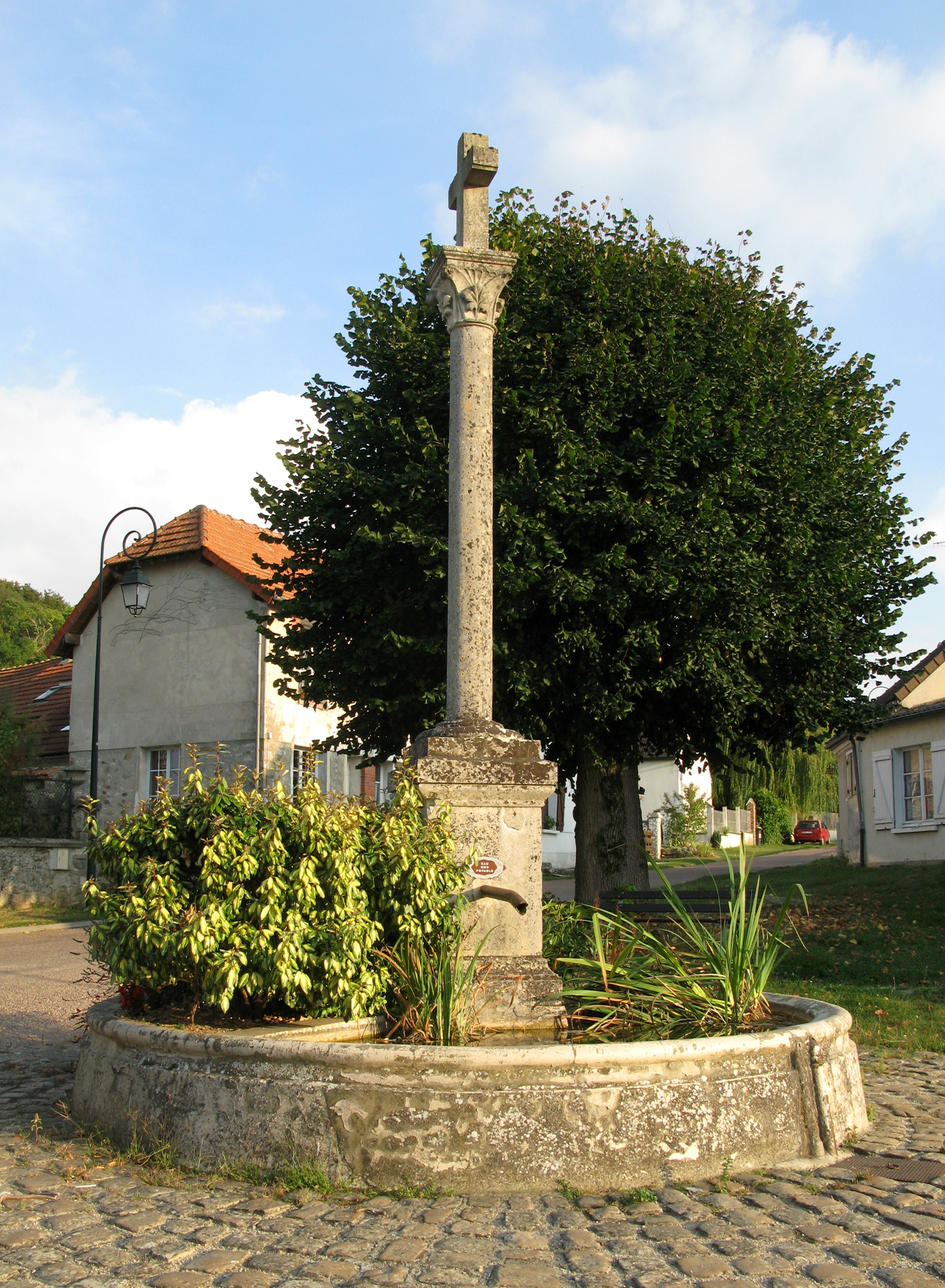
Brunnen